# MTV Video Music Brasil 2000
Video Music Brasil 2000 foi a sexta edição da premiação realizada pela MTV Brasil. Ocorreu em 10 de agosto de 2000 e foi transmitido ao vivo de São Paulo. Esta edição foi apresentada pela atriz Luana Piovani.  Concorriam clipes nacionais produzidos entre junho de 1999 e maio de 2000.
Pela primeira vez, houve coincidência entre os vencedores das duas principais categorias do evento – Videoclipe do Ano e do Escolha da Audiência  – com a banda O Rappa levando ambas premiações. O diretor de cinema espanhol Pedro Almodóvar fez a entrega do prêmio de Melhor Direção.

## Categorias
| Categoria                       | Vencedor                                                                                        | Indicados |
| ------------------------------- | ----------------------------------------------------------------------------------------------- | --- |
| Videoclipe do Ano               | O Rappa — Minha Alma (A Paz Que Eu Não Quero)                                                   | - Ira! — Bebendo Vinho - Lenine — Paciência - Marisa Monte — Amor I Love You - Pato Fu — Made in Japan |
| Escolha da Audiência            | O Rappa — Minha Alma (A Paz Que Eu Não Quero)                                                   | - Capital Inicial — Eu Vou Estar - Charlie Brown Jr. — Confisco - Daniela Mercury — Ilê Pérola Negra - Engenheiros do Hawaii — Negro Amor - Gabriel, o Pensador e Lulu Santos — Astronauta - Los Hermanos — Anna Júlia - Los Hermanos — Primavera - Maurício Manieri — Bem Querer - Natiruts — O Carcará e a Rosa - Pato Fu — Depois - Penélope — Holiday - Raimundos — A Mais Pedida - Raimundos — Me Lambe - Raimundos — Pompem - O Rappa — Me Deixa - Rumbora — Skaô - Sandy & Junior — Imortal - Titãs — Aluga-se - Titãs — Pelados em Santos |
| Artista Revelação               | Los Hermanos — Anna Júlia                                                                       | - Lucas Santtana — De Coletivo ou de Metrô - Max de Castro — Samba Raro - Negril — Pense Bem - Penélope — Namorinho de Portão |
| Videoclipe de Pop               | Skank — Três Lados                                                                              | - Gabriel, o Pensador e Lulu Santos — Astronauta - Maurício Manieri — Pensando em Você (Shining Star) - Pato Fu — Made in Japan - Sandy & Junior — Imortal |
| Videoclipe de Rock              | O Rappa — Minha Alma (A Paz Que Eu Não Quero)                                                   | - Charlie Brown Jr. — Não Deixe o Mar Te Engolir - Ira! — Bebendo Vinho - Jota Quest — Oxigênio - Raimundos — A Mais Pedida |
| Videoclipe de Rap               | Xis — Us Mano e as Mina                                                                         | - DMN — H. Aço - MV Bill — A Noite - 509-E — Só os Fortes - Jigaboo (ft. Charlie Brown Jr.) - Vai Pirar |
| Videoclipe de MPB               | Marisa Monte — Amor I Love You                                                                  | - Chico Buarque — O Meu Amor - Daniela Mercury — Santa Helena - Djavan — Acelerou - Lenine — Paciência |
| Videoclipe de Axé               | Daniela Mercury — Ilê Pérola Negra                                                              | - Ivete Sangalo — Canibal - Ivete Sangalo — Tá Tudo Bem - As Meninas — Xibom Bombom - Terra Samba — No Ponto |
| Videoclipe de Pagode            | Os Travessos — Meu Querubim                                                                     | - Dudu Nobre — Feliz da Vida - Molejo — Sweet Banana - Os Morenos — Olho Grande - Raça Negra — Sem Você Aqui Comigo |
| Videoclipe de Música Eletrônica | Golden Shower — Video Computed System                                                           | - Flu — Suellen - M4J — Macumba - Ram Science — Drum Rhodes - Xerxes — TV Aquarium |
| Democlipe                       | Radar Tantã — Na Dúvida Atire                                                                   | - Brasov — O Homem Objeto - CPM 22 — Anteontem - Tchubandionis — Valvulado - Tom Bloch — Nossa Senhora |
| Direção em Videoclipe           | O Rappa — Minha Alma (A Paz Que Eu Não Quero) (Diretores: Kátia Lund/Breno Silveira/Paulo Lins) | - Ira! — Bebendo Vinho (Diretores: Carmine Bagnato/Lula Maluf/Beto Grimaldi) - Lenine — Paciência (Diretor: Hugo Prata) - Marisa Monte — Amor I Love You (Diretores: Breno Silveira/Lula Buarque de Hollanda) - Pato Fu — Made in Japan (Diretor: Jarbas Agnelli) |
| Edição em Videoclipe            | O Rappa — Minha Alma (A Paz Que Eu Não Quero) (Editora: Karen Harley)                           | - Cássia Eller — O Segundo Sol - Lucas Santtana — De Coletivo ou de Metrô - Marcelo Bonfá — Depois da Chuva - Pedro Luís e a Parede — Rap do Real (Editor: Leonardo Domingues) |
| Direção de Arte em Videoclipe   | Pato Fu — Made in Japan (Diretor de arte: Jarbas Agnelli)                                       | - Carlinhos Brown — Busy Man - Lenine — Paciência (Diretor de arte: Beto Grimaldi) - Marisa Monte — Amor I Love You - Penélope — Namorinho de Portão |
| Fotografia em Videoclipe        | O Rappa — Minha Alma (A Paz Que Eu Não Quero) (Diretor de fotografia: André Horta)              | - Lenine — Paciência (Diretor de fotografia: Adriano Goldman) - Marcelo Bonfá — Depois da Chuva - Marisa Monte — Amor I Love You - Maurício Manieri — Pensando em Você (Shining Star) |
| Animação em Videoclipe          | Andrea Marquee — O Que Aconteceu com Nosso Amor (Diretor de animação: Sylvain Barré)            | - Charlie Brown Jr. — Não Deixe o Mar Te Engolir (Diretor de animação: Paolo Conti) - Flu — Suellen (Diretor de animação: Allan Sieber) - Maria do Relento — O Vagabundo (Diretor de animação: Diego de Godoy) - Radar Tantã — Na Dúvida Atire (Diretor de animação: César Maurício) |
| Website                         | Marisa Monte — www.marisamonte.com.br                                                           | - Ed Motta — www.edmotta.com.br - Gilberto Gil — www.gilbertogil.com.br - Max de Castro — www.maxdecastro.com.br - Os Paralamas do Sucesso — www.osparalamas.com.br |

## Shows
- Raimundos - 20 e Poucos Anos
- Sandy & Junior - As Quatro Estações
- O Rappa - O Que Sobrou do Céu/A Minha Alma (A Paz Que Eu Não Quero)
- Wilson Simoninha - Tributo a Martin Luther King/É Isso Que Dá
- Capital Inicial com Kiko Zambianchi - Primeiros Erros
- Planet Hemp - Ex-quadrilha da Fumaça
- Marisa Monte - Amor I Love You (com Arnaldo Antunes)/Não Vá Embora